# Kristie Krueger (Schauspielerin)
Kristie Krueger (* als Kristie Wortmann) ist eine US-amerikanische Schauspielerin und Filmschaffende.

## Leben
Krueger wuchs im US-Bundesstaat Massachusetts auf und machte später in New York City am Musical Theatre – Russell Sage College ihren Bachelor of Arts in Musical/Theater. Weitere Stationen während ihrer Ausbildung waren die Atlantic Acting School, die Stan Kirsch Studios, die John Rosenfeld Studios und The Groundlings. Zu Beginn der 2010er Jahre folgten erste Besetzungen in Kurzfilmen. Von 2014 bis 2015 wirkte sie in insgesamt 22 Episoden der Fernsehserie The Jane Games in  der Rolle der Cat Moreland mit. Nach weiteren Besetzungen in Kurzfilmen und Episodenrollen in Fernsehserien, war sie 2021 in dem Low-Budget-Film Triassic Hunt als Elaine Kelso zu sehen.

## Filmografie (Auswahl)

### Schauspiel
- 2011: Chiaroscuro (Kurzfilm)
- 2013: Little Bi Peep
- 2014: The Walk (Kurzfilm)
- 2014–2015: The Jane Games (Fernsehserie, 22 Episoden)
- 2017: Heed the Call (Kurzfilm)
- 2019: Sestra, Sestra (Miniserie, Episode 1x02)
- 2019: Swiped to Death (Kurzfilm)
- 2019: Date of Honor (Fernsehserie, Episode 1x01)
- 2021: Triassic Hunt
- 2021: Chainsaw of Love (Kurzfilm)

### Regie und Drehbuch
- 2018: Redway Manor (Fernsehserie, 4 Episoden)
- 2018: The Promotion (Fernsehserie)
- 2019: Clean Break

### Produktion
- 2017: Vitality (Kurzfilm)

## Theater (Auswahl)
- The Imbible: A spirited History, off-Broadway, SoHo Playhouse
- Truth Dare Double Dare..., The Lark
- The Butterfingers Angel..., Secret Theater
- Spring Fling ‘98, Fullstop Collective
- Laughter on the 23rd Floor, Secret Theater
- The Trojan Women, SoHo
- Much ado abouth nothing, TIS
- Hair, Spa Little Theater
- A Midsummer Night’s Dream, By the Mummers
- Seussical, TIS
- King Island Christmas, Regie: Pat Birch, TIS
- Merrily we roll along, Regie: Kevin McGuire, Hubbard Hall